# Gustave Dhérin
Gustave Dhérin est un bassoniste et pédagogue français né le 10 juin 1887 à Paris 16e et mort le 13 janvier 1964 à Paris 9e.

## Biographie
Gustave Dhérin naît à Paris en 1887,.
Son père, Gustave-Victor Dhérin (1862-1940), est bassoniste et professeur au Conservatoire de Rennes, où il forme de nombreux élèves dont ses fils Christian et Gustave.
En 1907, Gustave Dhérin entre au Conservatoire de Paris et y obtient cette même année un premier prix de basson dans la classe d'Eugène Bourdeau. Deux ans après, il est nommé professeur au Conservatoire de Bordeaux.
À partir de 1934, Dhérin est professeur au Conservatoire de Paris, poste qu'il occupe jusqu'en 1957,.
Basson solo au théâtre de l'Opéra-Comique et aux Concerts Colonne, il joue notamment en soliste le Concerto pour basson de Mozart et le Solo de concert de Gabriel Pierné sous la direction du compositeur.
Comme interprète, il est le créateur de nombreuses partitions de son temps, d'Heitor Villa-Lobos (Trio pour hautbois, clarinette et basson en 1924), Charles Koechlin (Trio pour flûte, clarinette et basson, op. 92, en 1927 ; Sonate pour basson, op. 71, en 1939 ; Septuor d'instruments à vent, op. 165, en 1943) et Francis Poulenc (Trio pour hautbois, basson et piano en 1926, avec le compositeur au piano). 
Gustave Dhérin est aussi le dédicataire de nombreuses œuvres (Récit, Sicilienne et Rondo d'Eugène Bozza ; Pièces brèves de Félicien Foret ; Portuguesa d'Henri Büsser ; Thème et Variations de Paul Pierné ; Sarabande et Cortège d'Henri Dutilleux ; Fantaisie pour basson et piano de Bozza ; Fagottino de René Duclos ; Concertino de Marcel Bitsch ; Sonatine pour basson et piano d'Alexandre Tansman ; Concerto pour basson d'Henri Tomasi, Lied et Rondo pour basson et piano (Concours du Conservatoire National de Musique) de Marie-Véra Maixandeau), et l'auteur de plusieurs ouvrages didactiques : Seize Variations, Nouvelle technique du basson, et Traits difficiles tirés d’œuvres symphoniques et dramatiques, notamment.
Il meurt en 1964.